# Kurixalus
Kurixalus és un gènere de granotes de la família Rhacophoridae.

## Taxonomia
- Kurixalus eiffingeri (Boettger, 1895).
- Kurixalus idiootocus (Kuramoto & Wang, 1987).